# رود ویلیوی
رود ویلیوی رودی است به رود لنا می‌ریزد. این رود از کشور روسیه می‌گذرد. این رود تقریبا ۲۶۵۰ کیلومتر درازا دارد و بیشتر آن در جمهوری یاقوتستان قرار دارد.